# Migdałowiec trójklapowy

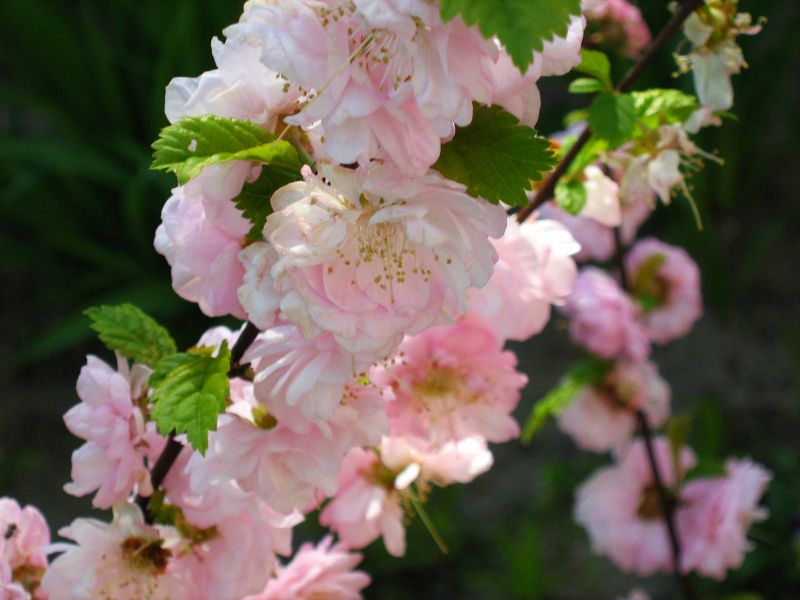
Kwiaty

Migdałowiec trójklapowy, migdałek trójklapowy (Prunus triloba Lindl.) – gatunek rośliny krzewiastej, należący do rodzaju Prunus. Występuje w Chinach i Korei. Introdukowany do Stanów Zjednoczonych. Nazwa „trójklapowy” wywodzi się od kształtu liści.

## Synonimy[3]
- Amygdalus petzoldii (K. Koch) Ricker
- Amygdalus triloba (Lindl.) Ricker
- Prunus baldschuanica Regel
- Prunus petzoldii K. Koch
- Prunus triloba var. petzoldii (K. Koch) L. H. Bailey
- Prunus ulmifolia Franch.

## Morfologia
PokrójGęstokrzaczasty krzew o wysokości do 3 m.
LiścieTrójklapowe, ostro podwójnie piłkowane, porośnięte delikatnymi włoskami, rozwijają się dopiero po przekwitnięciu kwiatów.
KwiatyRóżowawe, osiągają do 3,5 cm średnicy. Zakwita na przełomie kwietnia i maja przed rozwojem liści.
OwoceOkrągławe, rzadko się pojawiają.

## Zastosowanie
Roślina ozdobna – w uprawie oprócz formy krzewiastej występują formy drzewiaste szczepione na podkładce ‘Multiplex’. Mają kulistą koronę i wysokość ok. 150 cm. Może być uprawiany na obszarach o łagodnym klimacie, jego kwiaty są bowiem wrażliwe na wiosenne przymrozki. U form szczepionych na pniu często pojawiają się dzikie odrosty, które należy usuwać. Aby obficie kwitnął, należy go sadzić na żyznej glebie i na słonecznym stanowisku. W czerwcu, po przekwitnięciu rośliny jego pędy należy silnie przyciąć, by korona uległa zagęszczeniu, nie przycinany migdałek bowiem wytwarza luźną i słabo kwitnącą koronę.